# Impératrice Éugenie (schip, 1865)
De Impératrice Éugenie was een schip van Transat.
Transat was een Franse rederij, die vooral bekend was om zijn ongeëvenaarde keuken. In 1862 bestelde de rederij een schip, dat hun gelederen moest aanvullen. De kiel van de Impératrice Éugenie werd gelegd op 15 oktober 1862.
Het schip werd op de eigen werf gebouwd, Chantiers de l'Atlantique. Als eerste oceaanstoomschip dat in Frankrijk gebouwd werd, kostte de romp alleen het verbazingwekkende bedrag van 2 miljoen Franse frank. Men had het schip echter laten bouwen met 1 duim dikke ijzerplaten. Het schip werd met schepraderen uitgerust, een standaard in die tijd. Het schip zou een snelheid van 11 knopen moeten maken.

## Geschiedenis
Op 16 februari 1865 maakte het schip de eerste reis, van Saint-Nazaire naar Veracruz Llave in Mexico. Het schip was niet het grootste schip ter wereld, maar met haar 3400 ton was ze toch niet onaanzienlijk, wat werd bewezen toen ze op 5 mei 1866 het grootste aantal vracht en passagiers vervoerde; 900 passagiers en 500 ton vracht.
In 1873 werd het schip vergroot en verlengd en er werd, net zoals bij de Washington een derde mast bijgeplaatst. Er werden ook schroeven geïnstalleerd.